# Dicrocaulon brevifolium
Dicrocaulon brevifolium är en isörtsväxtart som beskrevs av Nicholas Edward Brown. Dicrocaulon brevifolium ingår i släktet Dicrocaulon och familjen isörtsväxter. Inga underarter finns listade i Catalogue of Life.